# Bocicăuți, Hotin
Bocicăuți, întâlnit și sub forma Bașcăuți (în ucraineană Бочківці, transliterat: Bocikiviți, în rusă Бочковцы, transliterat: Bocikovțî) este o comună în raionul Hotin, regiunea Cernăuți, Ucraina, formată numai din satul de reședință. Are 2,004 locuitori, preponderent ucraineni.
Satul este situat la o altitudine de 261 metri, în partea de vest a raionului Hotin.

## Istorie
Localitatea Bocicăuți a făcut parte încă de la înființare din Ținutul Hotinului a regiunii istorice Basarabia a Principatului Moldovei. Prima atestare documentară a satului datează din anul 1652.
În a doua jumătate a secolului al XVII-lea, moșia satului s-a aflat în proprietatea familiei lui Ion Neculce, cronicarul moldovean. Vistierul Neculce, tatăl cronicarului, s-a căsătorit în anul 1670 cu Catrina, fiica boierului Iordache Cantacuzino, unul dintre cei mai bogați boieri din Moldova secolului al XVII-lea. Ca zestre de nuntă, Catrina a primit 21 moșii, printre care și câteva sate din nordul Moldovei (Boian, Cernăuca, Valeva, Chisălău, Pohorlăuți, Prelipcea, Bocicăuți, Grozinți, Vasileuți, a patra parte din satul Lehăcenii Teutului) . În anul 1702, vel aga Ion Neculce împarte moștenirea de la mama sa cu surorile sale, moșia Bocicăuți trecând astfel la una dintre surorile lui Neculce .
Prin Tratatul de pace de la București, semnat pe 16/28 mai 1812, între Imperiul Rus și Imperiul Otoman, la încheierea războiului ruso-turc din 1806 – 1812, Rusia a ocupat teritoriul de est al Moldovei dintre Prut și Nistru, pe care l-a alăturat Ținutului Hotin și Basarabiei/Bugeacului luate de la Turci, denumind ansamblul Basarabia (în 1813) și transformându-l într-o gubernie împărțită în zece ținuturi (Hotin, Soroca, Bălți, Orhei, Lăpușna, Tighina, Cahul, Bolgrad, Chilia și Cetatea Albă, capitala guberniei fiind stabilită la Chișinău).
La începutul secolului al XIX-lea, conform recensământului efectuat de către autoritățile țariste în anul 1817, satul Bocicăuți făcea parte din Ocolul Rașcovului a Ținutului Hotin .
După Unirea Basarabiei cu România la 27 martie 1918, satul Bocicăuți a făcut parte din componența României, în Plasa Clișcăuți a județului Hotin. Pe atunci, majoritatea populației era formată din ucraineni.
Ca urmare a Pactului Ribbentrop-Molotov (1939), Basarabia, Bucovina de Nord și Ținutul Herța au fost anexate de către URSS la 28 iunie 1940. După ce Basarabia a fost ocupată de sovietici, Stalin a dezmembrat-o în trei părți. Astfel, la 2 august 1940, a fost înființată RSS Moldovenească, iar părțile de sud (județele românești Cetatea Albă și Ismail) și de nord (județul Hotin) ale Basarabiei, precum și nordul Bucovinei și Ținutul Herța au fost alipite RSS Ucrainene. La 7 august 1940, a fost creată regiunea Cernăuți, prin alipirea părții de nord a Bucovinei cu Ținutul Herța și cu cea mai mare parte a județului Hotin din Basarabia .
În perioada 1941-1944, toate teritoriile anexate anterior de URSS au reintrat în componența României. Apoi, cele trei teritorii au fost reocupate de către URSS în anul 1944 și integrate în componența RSS Ucrainene, conform organizării teritoriale făcute de Stalin după anexarea din 1940, când Basarabia a fost ruptă în trei părți.
Începând din anul 1991, satul Bocicăuți face parte din raionul Hotin al regiunii Cernăuți din cadrul Ucrainei independente. Conform recensământului din 1989, numărul locuitorilor care s-au declarat români plus moldoveni era de 10 (1+9), reprezentând 0,52% din populație . În prezent, satul are 2.004 locuitori, preponderent ucraineni.

## Demografie
Componența lingvistică a comunei Bocicăuți
     Ucraineană (98,75%)
     Alte limbi (1,2%)
Conform recensământului din 2001, majoritatea populației comunei Bocicăuți era vorbitoare de ucraineană (98,75%), existând în minoritate și vorbitori de alte limbi.
1930: 2.054 (recensământ)
1989: 1.953 (recensământ)
2007: 2.004 (estimare)

## Obiective turistice
- Biserica "Sf. Mihail" - construită în anul 1886 în propria curte de un sătean care a găsit o comoară de monede de aur turcești din a doua jumătate a secolului al XVII-lea [9]